# 2 كي 11 كروج
2 كي 11 كروج (بالروسية: Круг) هو نظام صواريخ أرض-جو (مضاد جوي) محمول يصل لمدى بعيد وهو سوفيتي الصنع، تم تصميمه من طرف مكتب NPO Novator وصنع في معامل التجميع الميكانيكية ل Kalinin واسم رمز الناتو الخاص به هو SA-4 « Ganef » >

## الوصف
صواريخه تنطلق بمساعدة أربعة  booster's (محرك صاروخي يحتوي على وقود كاربوني صلب)، سرعة الصاروخ تقترب من 4 ماخ ومستعد إلى الوصول لمسافة 55 كيلومتر، حسب الإصدار. ويستطيع أن يحمل حمولة عسكرية تصل إلى 135 كيلوغرام. وتوجيه الصاروخ يتم عبر موجة الراديو مع واجهة للتحكم متكاملة بفضل رادار نصف شغال

## صور

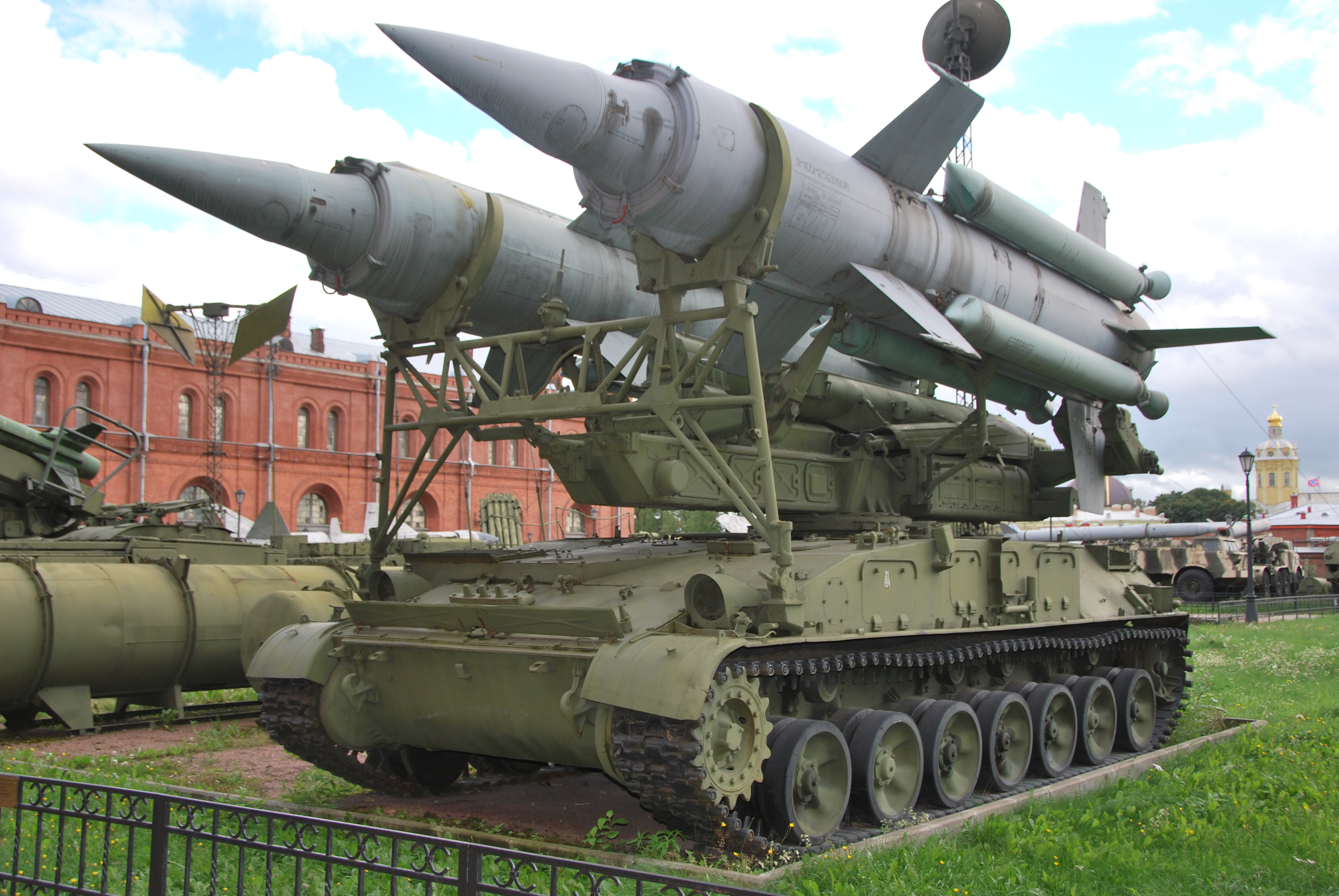
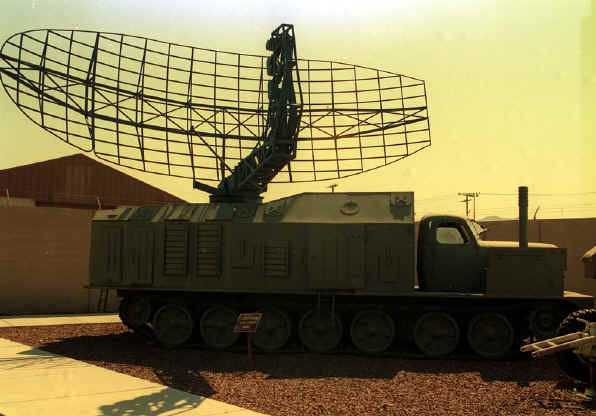
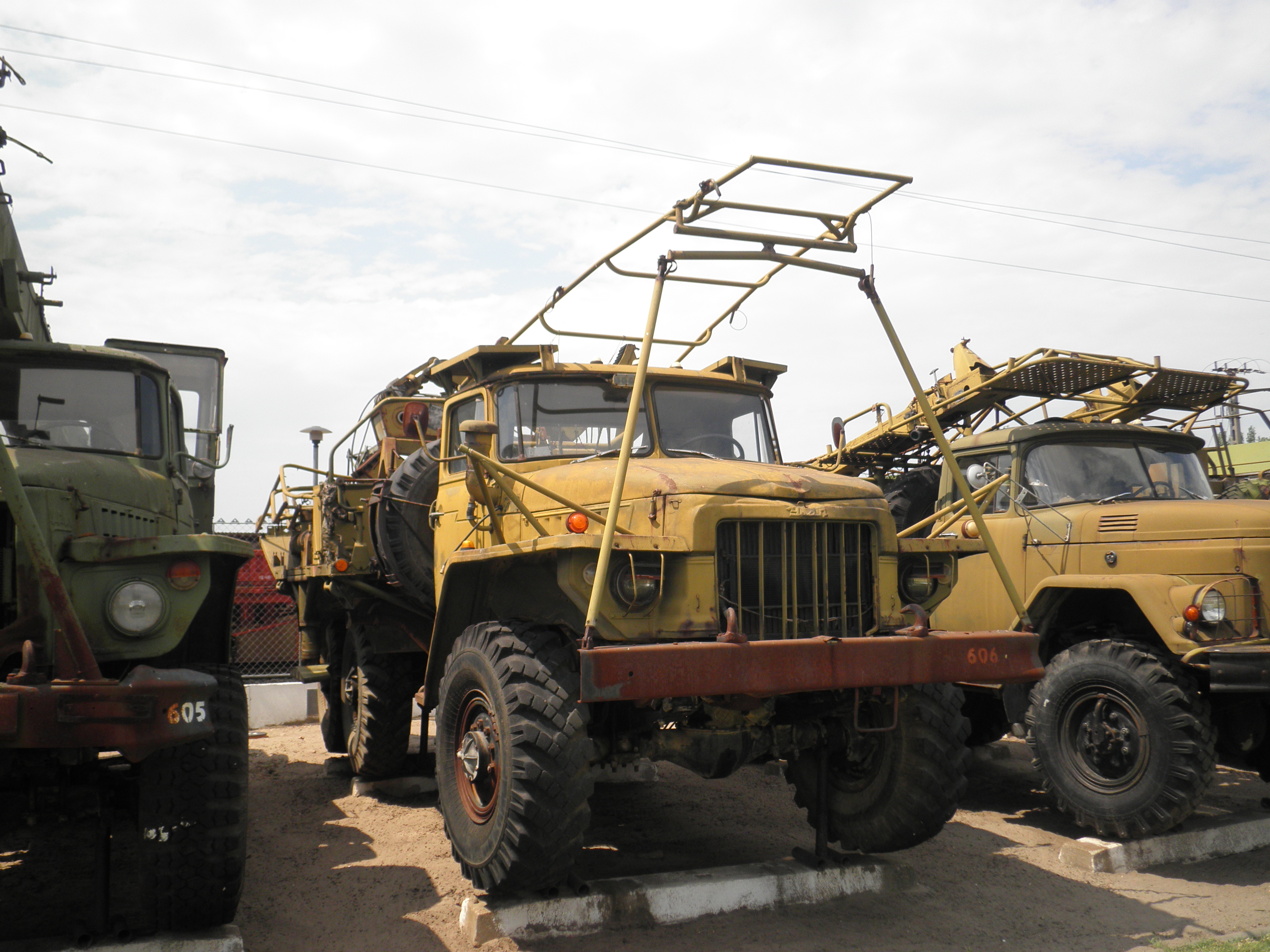
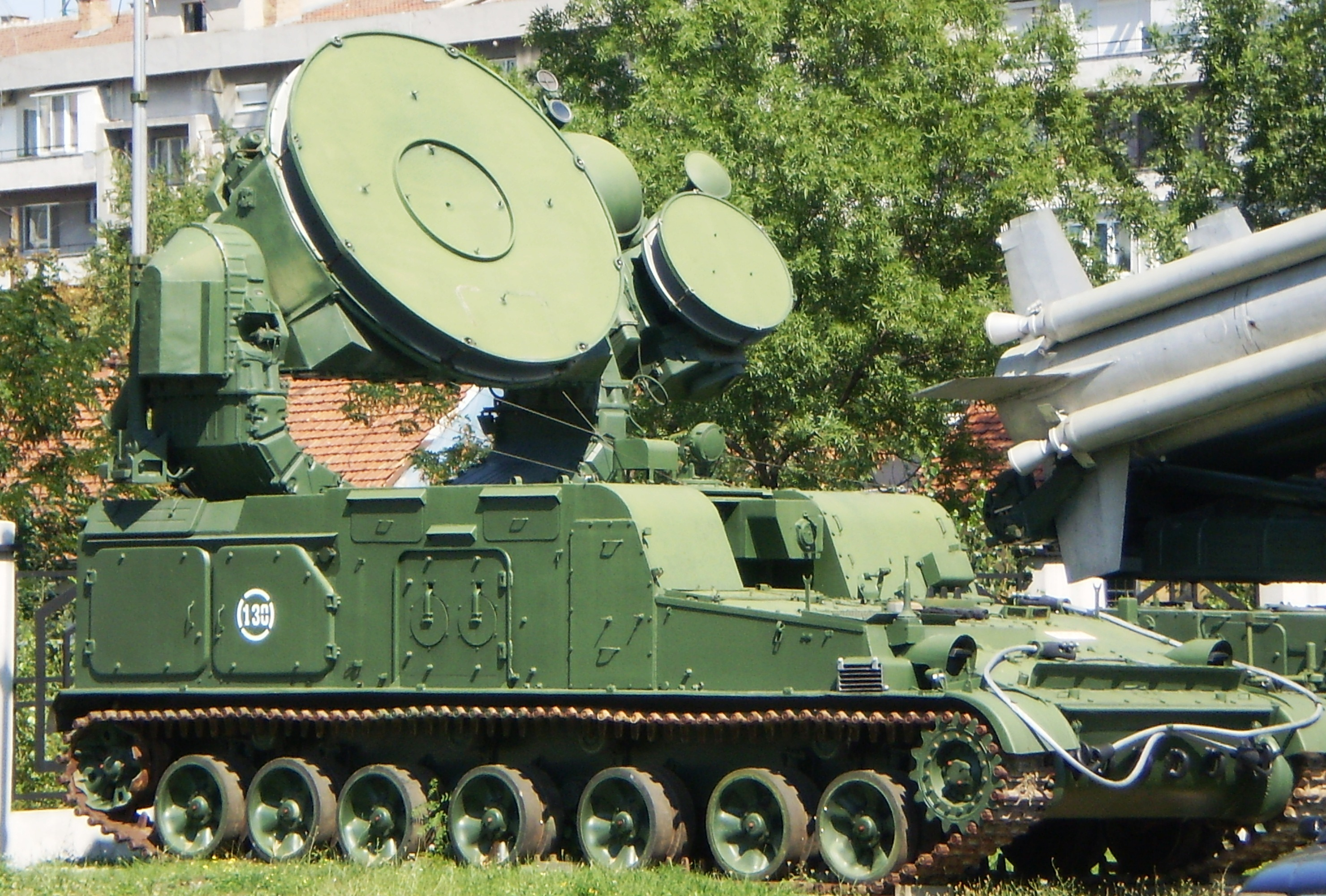

## الإصدارات
2T11 

 2K11A « Krug-A » 

2K11M « Krug-M » 

 2K11M1 « Krug-M1 » 

## المستخدمون

### حاليا
- أرمينيا: 115 مركبة
- أذربيجان
- تركمانستان: 30 مركبة
- قرغيزستان
- كوريا الشمالية

### سابقا
- تشيكوسلوفاكيا
- ألمانيا الشرقية
- المجر
- بلغاريا
- بولندا
- روسيا
- أوكرانيا